# روبرت غوردون (كاتب)
روبرت غوردون (بالإنجليزية: Robert Gordon)‏ هو منتج أفلام وكاتب سيناريو أمريكي، (ولد في الولايات المتحدة 1973  م).

## وصلات خارجية
- روبرت غوردون على موقع IMDb (الإنجليزية)
- روبرت غوردون على موقع ألو سيني (الفرنسية)
- روبرت غوردون على موقع أول موفي (الإنجليزية)
- روبرت غوردون على موقع قاعدة بيانات الأفلام السويدية (السويدية)
- روبرت غوردون على موقع قاعدة بيانات الفيلم (الإنجليزية)
- روبرت غوردون على موقع كينوبويسك (الروسية)